# Cărand
Cărand è un comune della Romania di 1 208 abitanti, ubicato nel distretto di Arad, nella regione storica della Transilvania.
Il comune è formato dall'unione di 2 villaggi: Cărand e Seliștea.
Il primo documento che cita la località di Cărand risale al 1429.